# ベラルーシ鉄道BKG1形電気機関車
BKG1形（ベラルーシ語: БКГ1）は、ベラルーシ鉄道（Беларуская чыгунка）が所有する交流電化区間用電気機関車。中国の大同電力機車によって製造された。

## 概要・運用
中国の支援で電化区間の拡大を行っているベラルーシ鉄道での貨物輸送を目的に開発された機関車。2010年10月に発注が行われた。
大同電力機車がアルストムと共同開発を行ったHXD2型のうち2車体連結式のHXD2型を基にし形式で、ロシアにおける標準規格であるGOSTを満たした設計となっている。ベラルーシのみならずCIS諸国への投入も視野においており、車体や機器は-40℃から40℃まで対応可能な耐寒構造である。電圧の制御などはマイクロプロセッサを用い、制動装置には電空協調制御機能が採用され、電気ブレーキと空気ブレーキ双方を使用可能である。これらの機器は自動診断システムによって管理されている他、ロシアの安全基準を満たした自動消火装置も設置されている。
最初の車両は2012年に完成し、同年から営業運転が開始された。2019年の時点で12両が営業運転に就いている。

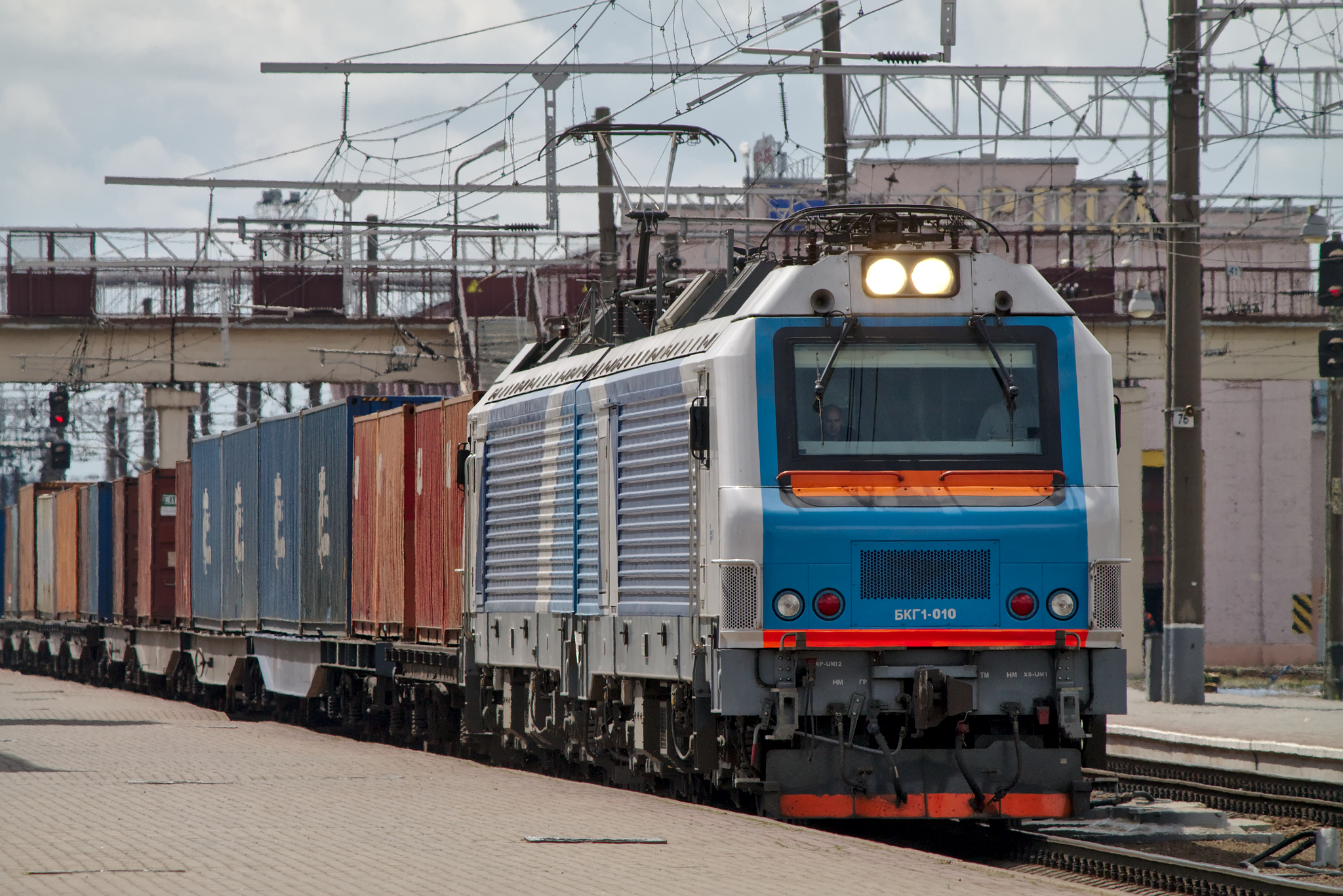
BKG1-010
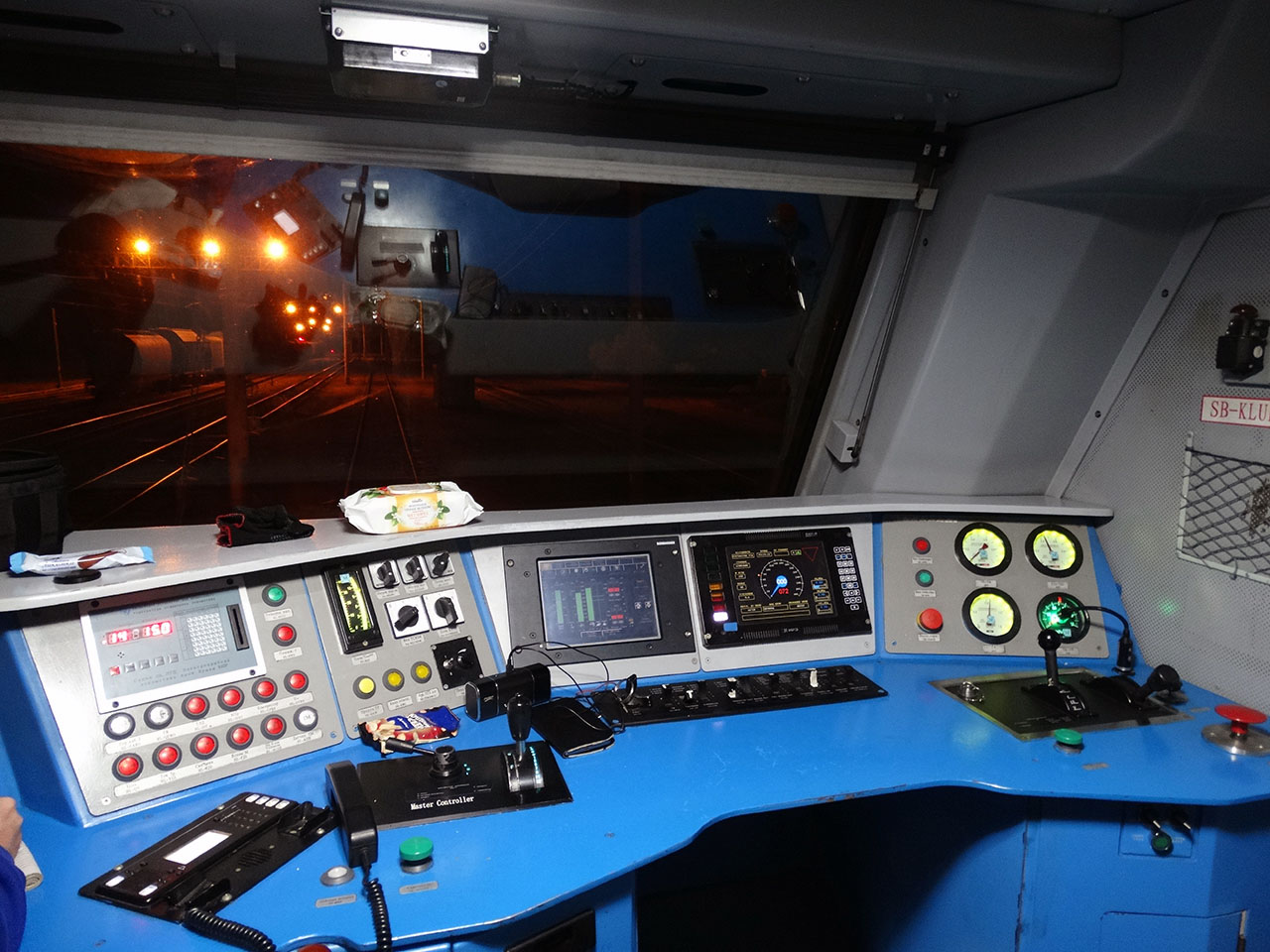
BKG1-001が牽引する貨物列車（動画）
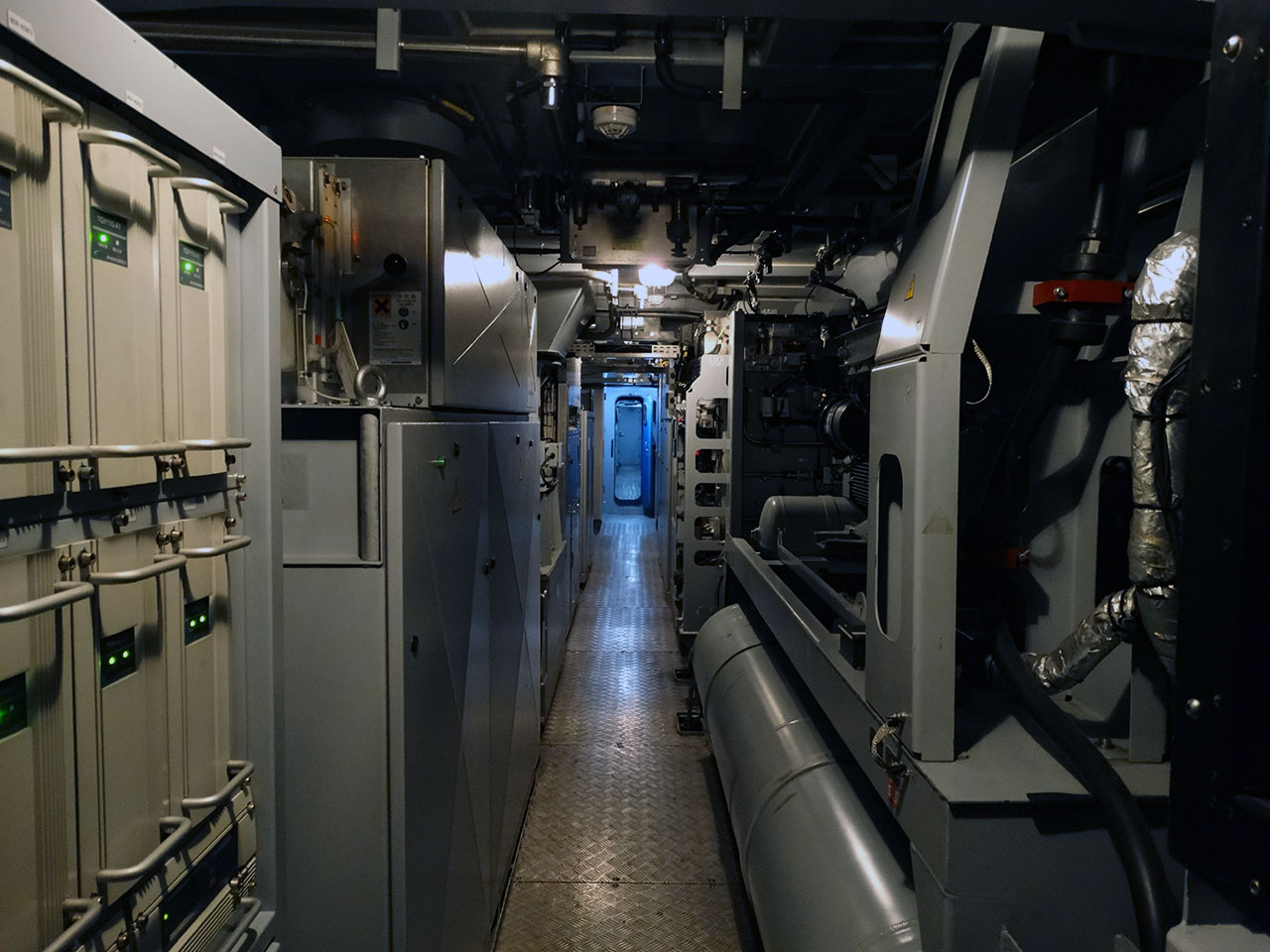
運転台（BKG1-004）
- 機器室（BKG1-004）

## 関連形式
- ベラルーシ鉄道BKG2形電気機関車 - 2015年からベラルーシ鉄道に導入されている電気機関車。大同電力機車製のHXD2C形を基に設計が行われた[5]。

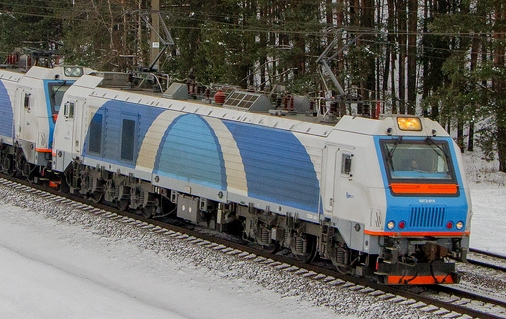
BKG2形